# 君之代
《君之代》（日语：／ Kimigayo）為日本国歌。歌詞出处為《古今和歌集》，以（我君）为首句。其後在《和漢朗詠集》出現現代版本。林廣守作曲。
《君之代》最早於明治時期定為日本國歌，香港日佔時期有官方中譯版《皇祚》。
目前NHK教育频道及NHK广播第2频率會在午夜收播前固定播放《君之代》；NHK綜合台及NHK广播第1频率由於大多全天候播出，僅在因檢修設備而午夜收播時以及检修结束、全天节目开始时才播放《君之代》。君之代亦為目前全世界歌詞最古老的國歌。

## 由來
明治時代於1868年開始時，日本開始邁向現代化，但還沒有任何可稱為“國歌”的歌曲。1869年，當時在橫濱工作的英國駐日大使館護衛隊步兵營軍樂隊隊長約翰·威廉·芬頓聽說日本缺少國歌，他向薩摩藩軍樂隊隊員們介紹英國國歌《天佑吾王》。芬頓強調了國歌的必要性，並建議：如果有人提供歌詞，他可以譜曲。兩軍樂隊商量以後，請日語、中國歷史和文學修養都很好的薩摩藩步兵隊隊長大山岩為國歌選擇了恰當的詞。芬頓把他自己的音樂加在大山岩從薩摩琵琶俳句集《蓬萊山》選的一首俳句上，這就是《君之代》最早的起源。
《君之代》歌词的和歌原型如下：

 — 《古今和歌集》卷七-贺歌
中文译文：
| “ | 祝君千万寿，福禄日崔嵬。细石成岩石，山岩长绿苔。 | ” |

1876年，大日本帝國海軍軍樂長中村祐庸提出《恭祝天皇陛下樂譜改訂之儀》（天皇陛下ヲ祝スル樂譜改訂之儀），廢止《君之代》。1877年，日本爆發西南戰爭，芬頓任期屆滿歸國。1880年，《君之代》由宮內省式部職雅樂課伶人奧好義作曲，宮內省式部職雅樂課一等伶人林廣守撰定，德國音樂家弗蘭茲·埃克特加上西洋風和聲。1880年10月25日，《君之代》試演。1880年11月3日，《君之代》首次公開發表，以慶祝天長節。1888年，日本政府出版《大日本禮式》（大日本禮式），收錄《君之代》曲譜。
1893年8月12日，文部省公布《祝日大祭日歌詞並樂譜》（祝日大祭日歌詞竝樂譜），收錄《君之代》等歌曲。《祝日大祭日歌詞並樂譜》記載《君之代》詞為「古歌」，作曲者為林廣守。大日本帝國海軍於1914年施行的《海軍禮式令》（海軍禮式令）採用《君之代》為國歌，《君之代》從此成為日本事實上的國歌。
1999年8月9日，日本參議院表決通過《国旗及国歌相关法律》（国旗及び国歌に関する法律，简称《国旗国歌法》），把《君之代》定為日本國歌。1999年8月13日，《国旗及国歌相关法律》公布施行，《君之代》重新正式成为日本官方国歌。

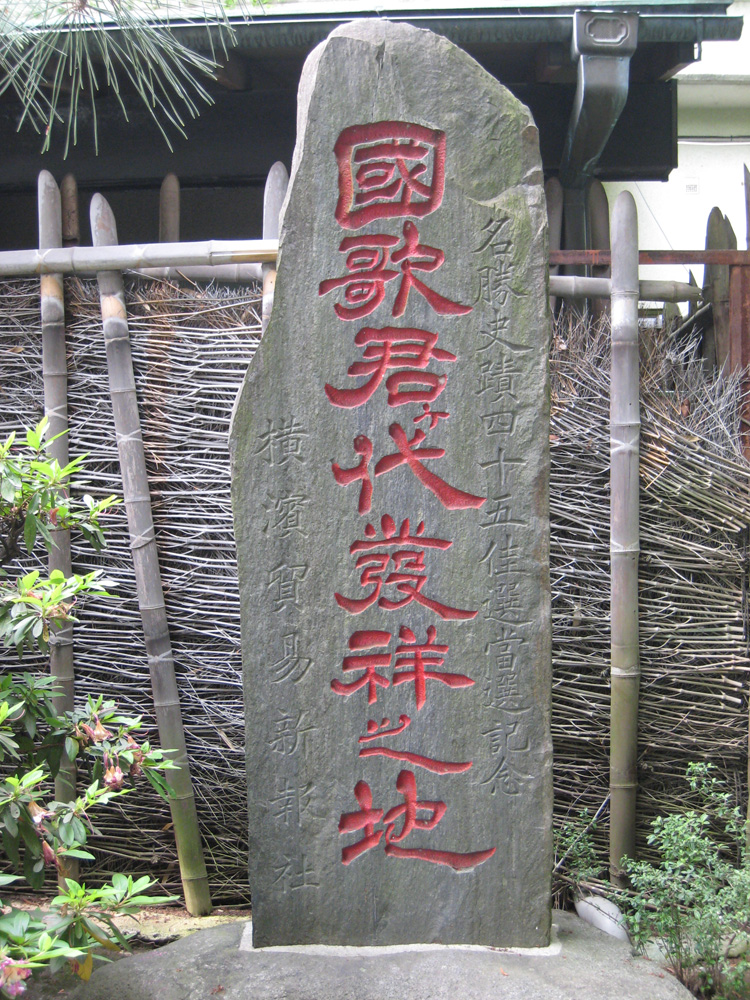
国歌《君之代》发祥之地碑

## 歌詞
| 原文 | 假名表記 | 平文式罗马字 | 香港日治時期官版中譯                                        | 中文白話譯文                                                | 中文可唱版                                                         |
| ---- | -------- | ------------ | ----------------------------------------------------------- | ----------------------------------------------------------- | ------------------------------------------------------------------ |
|      |          |              | 皇祚連綿兮久長 萬世不變兮悠長 小石凝結成巖兮 更巖生綠苔之祥 | 我皇御统传千代 一直传到八千代 直到小石变巨岩 直到岩上长青苔 | 吾君壽長久 千代長存八千代 永末歲常青 直至細石成巨巖 巖上生苔不止息 |

## 衍生作品
《君之代行进曲》是《君之代》的进行曲改编版本，1880年由吉本光藏作曲，主歌每小节第一个音与《君之代》原曲相同，副歌部分则源自当时的另一首军歌，即外山正一作词、伊澤修二作曲的。1952年（第24回選拔高等學校野球大會）将《君之代行进曲》作为入场进行曲。

## 資料来源
1. ↑  YouTube上的NHK クロージング（君が代） 1984年頃 大阪教育テレビ []
2. ↑  纪贯之等撰，杨烈译. . 上海: 复旦大学出版社. 1983: 74.
3. ↑  君が代行進曲 （页面存档备份，存于）. 陸上自衛隊